# Michail Moestygin
Michail Moestygin (Russisch: Михаи́л Миха́йлович Мусты́гин) (Kolomna, 27 oktober 1937 – 27 januari 2023) was een Sovjet-Russisch voetballer.

## Biografie
Hij begon zijn carrière bij Avangard Kolomna en maakte in 1959 de overstap naar CSK MO, het huidige CSKA Moskou. In 1961 trok hij naar Dinamo Minsk, waar hij de rest van zijn carrière speelde. In 1962 werd hij met 17 doelpunten topschutter van de competitie en in 1967 nog eens met 19 goals. In 1963 eindigde hij derde met Dinamo. 